# جبیرات شیخ یبر (کرخه)
جبیرات شیخ یبر(کرخه)، روستایی در عبدالخان از توابع بخش مرکزی شهرستان کرخه در استان خوزستان ایران است.

## جمعیت
این روستا در دهستان آهودشت قرار دارد و براساس سرشماری مرکز آمار ایران در سال ۱۳۸۵، جمعیت آن ۱۹۵ نفر (۲۸خانوار) بوده‌است.